# Cine Atlántico
El Cine Atlántico era una sala de cinema de Barcelona, actualment desapareguda.

## Història i descripció
Va ser inaugurat el 31 de maig del 1936 a la Rambla dels Estudis, 4 (actualment Rambla, 122), on abans havia estat la Sala Mercè. Tenia una capacitat per a 250 espectadors i la propietària era Mercè Agulló i Garcia.
El nom de la sala era Atlàntic Cinema quan es va inaugurar, però després de la Guerra Civil espanyola, el 16 de setembre del 1939, va canviar a Cine Atlántico, seguint les directrius del nou règim en quant a noms estangers. Les primeres projeccions van ser documentals i reportatges d'actualitat. Durant la Guerra Civil els programes eren documentals dels anarcosindicalistes i dels italians. El 1942 es va reformar la sala a per ampliar la pantalla i les butaques fins a 348.
El 4 de gener del 1943 s'hi va projectar per primer cop el NO-DO. Va ser quan molts joves van conèixer a Walt Disney amb les projeccions de pel·lícules com el Patufet, Blancaneu i els set nans, Bambi o Dumbo entre d'altres.
La sala va programar sempre pel·lícules aptes per a tothom, fent honor al seu lema «Sempre apte». Excepte un cop, el 1979, que va projectar La juez y su erótica hermana.
Degut a la poca rendibilitat de la sala, l'Atlántico es va veure obligat a tancar el 16 de gener del 1987. Va ser l'últim cinema especialitzat en pel·lícules infantils de Barcelona.